# Liste der Fahnenträger der Mannschaften der Dominikanischen Republik bei Olympischen Spielen
Die Liste der Fahnenträger der der  Mannschaften der Dominikanischen Republik bei Olympischen Spielen listet chronologisch alle Fahnenträger dominikanischer Mannschaften bei den Eröffnungsfeiern Olympischer Spiele auf.

## Liste der Fahnenträger
| Mannschaft             | Veranstaltung | Fahnenträger (EF)    | Fahnenträger (AF) |
| ---------------------- | ------------- | -------------------- | ----------------- |
| 1964 in Tokio          | Sommerspiele  | Alberto Torres       |                   |
| 1968 in Mexiko-Stadt   | Sommerspiele  |                      |                   |
| 1972 in München        | Sommerspiele  |                      |                   |
| 1976 in Montreal       | Sommerspiele  | Eleoncio Mercedes    |                   |
| 1980 in Moskau         | Sommerspiele  | Marisela Peralta     |                   |
| 1984 in Los Angeles    | Sommerspiele  | Pedro Nolasco        |                   |
| 1988 in Seoul          | Sommerspiele  | Juan Núñez           |                   |
| 1992 in Barcelona      | Sommerspiele  | Altagracia Contreras |                   |
| 1996 in Atlanta        | Sommerspiele  | Joan Guzmán          |                   |
| 2000 in Sydney         | Sommerspiele  | Wanda Rijo           |                   |
| 2004 in Athen          | Sommerspiele  | Francia Jackson      | Félix Sánchez     |
| 2008 in Peking         | Sommerspiele  | Félix Díaz           | Félix Sánchez     |
| 2012 in London         | Sommerspiele  | Yulis Mercedes       | Félix Sánchez     |
| 2016 in Rio de Janeiro | Sommerspiele  | Luguelín Santos      | Luisito Pié       |
| 2020 in Tokio          | Sommerspiele  | Prisilla Rivera      | Prisilla Rivera   |
| 2020 in Tokio          | Sommerspiele  | Rodrigo Marte        | Prisilla Rivera   |
| 2024 in Paris          | Sommerspiele  | Marileidy Paulino    | Beatriz Pirón     |
| 2024 in Paris          | Sommerspiele  | Audrys Nin Reyes     | Alexander Ogando  |

Anmerkung: (EF) = Eröffnungsfeier, (AF) = Abschlussfeier

## Statistik
| Rang    | Sportart       | EF | AF | ∑  |
| ------- | -------------- | -- | -- | -- |
| 1       | Leichtathletik | 5  | 4  | 9  |
| 2       | Boxen          | 5  | 0  | 5  |
| 3       | Volleyball     | 2  | 1  | 3  |
| 4       | Gewichtheben   | 1  | 1  | 2  |
| 4       | Taekwondo      | 1  | 1  | 2  |
| 6       | Judo           | 1  | 0  | 1  |
| 6       | Turnen         | 1  | 0  | 1  |
| Gesamt: | Gesamt:        | 16 | 7  | 23 |

| Rang                    | Sportart                | EF | AF | ∑ |
| ----------------------- | ----------------------- | -- | -- | - |
| bisher keine Teilnahmen | bisher keine Teilnahmen | 0  | 0  | 0 |
| Gesamt:                 | Gesamt:                 | 0  | 0  | 0 |

| Rang    | Sportart       | EF | AF | ∑  |
| ------- | -------------- | -- | -- | -- |
| 1       | Leichtathletik | 5  | 4  | 9  |
| 2       | Boxen          | 5  | 0  | 5  |
| 3       | Volleyball     | 2  | 1  | 3  |
| 4       | Gewichtheben   | 1  | 1  | 2  |
| 4       | Taekwondo      | 1  | 1  | 2  |
| 6       | Judo           | 1  | 0  | 1  |
| 6       | Turnen         | 1  | 0  | 1  |
| Gesamt: | Gesamt:        | 16 | 7  | 23 |